# 御親兵
御親兵（ごしんぺい）は、天皇及び御所の護衛を目的とする軍隊。制度的には文久3年（1863年）と慶応4年（1868年）、明治4年（1871年）と3度設置されている。慶応以降に設置されたものは明治政府直属の軍隊としての性格を持ち、徴兵令による新式軍隊成立後は、近衛師団に再編成された。主に薩長土の藩士中心に編成された。単に親兵とも。

## 文久の御親兵
文久2年11月27日（1863年1月16日）、勅使三条実美らは、攘夷督責・親兵設置の勅諚を将軍家茂に伝えた。
文久3年3月18日（1863年5月5日）3月、三条実美の建議によって天皇護衛の兵として設置された。10万石以上の大名に対し、1万石に一人の割合で兵を供出させた。
同年9月に廃止されている。9月5日（10月17日）、朝廷は、親兵解散を命令した。

## 慶応の御親兵
慶応4年（明治元年）2月20日（1868年3月13日）、鳥羽・伏見の戦い後の軍事的緊張に対応し、京都御所の護衛のために設置された。直後に京都警備隊を名目に諸藩からの献兵が集められた。出石藩は禁門警備を命ぜられ、河合長孝を隊長とする藩兵を動員して京都下立売に駐留し御所を警固。摂津からは多田院御家人が「禁裏御守衛士」として出役。在京諸藩もこれらに見習って続々と藩兵を送って禁裏を守備した。翌年2月には戊辰戦争戦争終了を理由に献兵は廃止され、十津川郷士ら400名による組織に縮小された。東京奠都後には長州藩部隊が東京城（江戸城から改名、現在の皇居）警護にあたった。

## 明治の御親兵

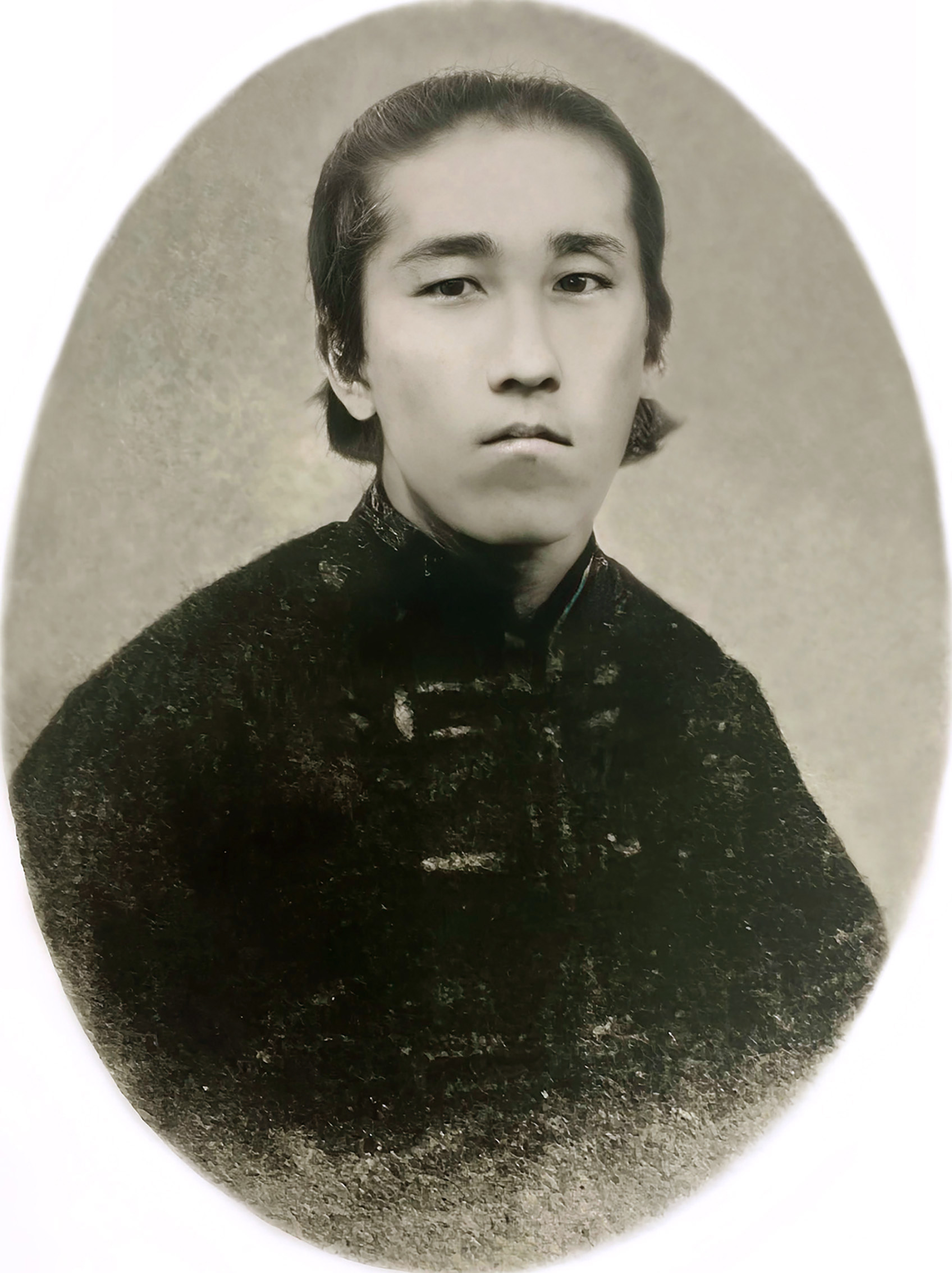
御親兵創設頃の最古期の軍服姿の板垣退助・明治3年（1870年）頃撮影

明治3年12月（1871年）、山縣有朋は当時鹿児島藩（薩摩藩）の政務にあたっていた西郷隆盛に対して、天皇と中央政府を守るために薩摩藩・長州藩・土佐藩の献兵からなる親兵を組織することを提案した。これは当時中央政府に属していなかった西郷を薩摩藩の親兵入京を口実に政府内に入れることで、政府の強化を図る側面もあった。ただ、この構想には複雑な政治的背景があった。木戸孝允、板垣退助はこの御親兵の力を背景に廃藩置県を断行し、それを支える官僚・租税制度の整備などの中央集権化政策を一気に実施しようと考えた。だが、大久保利通は木戸や大隈重信が進める急進的な政策には批判的で、自己の出身基盤である薩摩藩の親兵入京と西郷の入閣はこの流れを変える足がかりになると考えたのである。
これを受けて西郷は明治4年1月4日に鹿児島を出発して東京に向かったが、その際に出された「西郷吉之助意見書」には冗官の整理や府藩県三治制の維持、鉄道建設などへの批判など、木戸・大隈路線への批判、大久保路線の支持とも受け取れる言辞も存在した。だが、途中で大久保・木戸と合流し、1月18日から20日にかけて土佐で西郷隆盛、大久保利通、木戸孝允が板垣退助と会談。初日は板垣の住居を訪ねて私的話し合って案文をまとめ、最終日は寅賓館で土佐藩を代表する公式会談を行い、御親兵の献上と廃藩置県の合意を得た。東京では大隈らが西郷が中央集権化に反対して薩摩藩の独立やクーデターを起こすのではないかと危惧している（『世外侯事歴 維新財政談』）ことを知った西郷は政争の深刻化を危惧して、政治的な問題については新政府官僚への薩摩藩などの倒幕功労者の起用の提言に留め、自らは専ら新制軍隊の編成に力を注ぐこととして一旦鹿児島に戻って準備を開始した。
2月13日（4月2日）、入京した西郷を中心として正式に「御親兵」として発足。この発足式に礼砲を最初に撃つことを任じられたのは土佐藩であった。
- 元鹿児島藩（薩摩藩）－歩兵4大隊・砲隊4隊[6]
- 元高知藩（土佐藩）－歩兵2大隊・騎兵2小隊・砲兵2隊[6] [7]
- 元山口藩（長州藩）－歩兵3大隊[6]

土佐藩の板垣退助は、御親兵創設に最も積極的で、国民皆兵を見越し、太政官の許可を得て全国に先駆けて藩内で「四民平均（四民平等）」を布告して、土佐藩兵の精鋭を練兵。「歩兵、砲兵、騎兵を具備した軍隊を献上できたのは、薩長土の中で土佐藩のみであるから、後世に語り伝えて我が藩の誉れとせよ」と訓令を宣じた。明治38年、板垣退助は「帝国陸軍創設功労者」として陸軍大臣より感状を贈られている。
長州藩は御親兵への献兵を出し渋ったため、薩長土の中では最後に招集に応じた。御親兵は名目上は兵部卿有栖川宮熾仁親王を長とし、公称は1万人であったが、実質は8,000人もしくはそれ以下であったと言われている。
しかし、政府にも御親兵を維持するための財政的余裕が無く、早くも3月には宮内省の予算から10万両が維持費の名目で兵部省に移されている。それが、木戸・大隈の主張する地方行政組織と税制の改革着手の主張を後押しした。また、大久保・西郷の主張する維新功労者の登用の先駆けとして明治3年の大蔵省・民部省分離の際に、木戸・大隈派に楔をうつために大久保の推挙によって日田県知事から民部大丞に起用された松方正義からも財政問題の打開には最終的には地方行政組織と税制の改革しかないとする意見が寄せられると、大久保・西郷側も次第に木戸・大隈側に歩み寄りを見せた。7月14日（8月29日）の廃藩置県の断行には御親兵そのものの威力もさることながら、その整備を巡る諸問題の浮上があったのである。
御親兵は廃藩置県とともに名実ともに近代日本最初の国軍として機能することになった。その後、徴兵令の施行とともにその役目を新軍隊に譲って本来の業務である皇居警護に専念することになり、明治5年3月9日（1872年4月16日）には近衛（このえ）と改称され、明治24年（1891年）には陸軍の近衛師団となった。
| 先代 - | 近衛師団の 前身・後身 1868-1872 | 次代 近衛 (日本軍) |